# Герберт Уліг
Герберт Уліг (нім. Herbert Uhlig; 27 лютого 1916, Хемніц — 20 жовтня 1997, Бухгольц) — німецький офіцер-підводник, капітан-лейтенант крігсмаріне.

## Біографія
5 квітня 1935 року вступив на флот. У вересні 1939 року відряджений в авіацію, служив в 5-й ескадрильї 106-ї групи бортових літаків. В січні-травні 1941 року пройшов курс підводника. З червня 1941 року — 1-й вахтовий офіцер на підводному човні U-105. В травні 1942 року пройшов курс командира човна. В травні-липні — заступник інструктора зі стрільби при 26-й флотилії. З 2 вересня 1942 року — командир U-527, на якому здійснив 2 походи (разом 128 днів у морі). 23 липня 1943 року U-527 був в Північній Атлантиці південніше Азорських островів (35°25′ пн. ш. 27°56′ зх. д.) глибинними бомбами бомбардувальників «Евенджер» з ескортного авіаносця ВМС США «Боуг». 40 членів екіпажу загинули, 13 (включаючи Уліга) були врятовані і взяті в полон.
Всього за час бойових дій потопив 2 кораблі загальною водотоннажністю 5533 тонни і пошкодив 1 корабель водотоннажністю 5848 тонн.
| Дата            | Назва корабля                   | Тип                           | Тоннаж | Вантаж                                                                                           | Екіпаж | Загинули | Країна             | Конвой |
| --------------- | ------------------------------- | ----------------------------- | ------ | ------------------------------------------------------------------------------------------------ | ------ | -------- | ------------------ | ------ |
| 8 березня 1943  | Fort Lamy                       | Торговий пароплав             | 5,242  | 6333 тонни генеральних вантажів, вибухівка і десантний корабель як палубний вантаж               | 51     | 46       | Британська імперія | SC-121 |
| 8 березня 1943  | HMS LCT-2480 (вантаж)           | Танкодесантний корабель (LCT) | 291    |                                                                                                  |        |          | Британська імперія | SC-121 |
| 19 березня 1943 | Mathew Luckenbach (пошкоджений) | Торговий пароплав             | 5,848  | 8360 тонн генеральних вантажів, включаючи сталь, зерно, боєприпаси, пошту і вантажівки на палубі | 68     | 0        | США                | HX-229 |

## Звання
- Кандидат в офіцери (5 квітня 1935)
- Морський кадет (25 вересня 1935)
- Фенріх-цур-зее (1 липня 1936)
- Оберфенріх-цур-зее (1 січня 1938)
- Лейтенант-цур-зее (1 квітня 1938)
- Оберлейтенант-цур-зее (1 жовтня 1939)
- Капітан-лейтенант (1 червня 1942)

## Нагороди
- Медаль «За вислугу років у Вермахті» 4-го класу (4 роки)
- Медаль «У пам'ять 1 жовтня 1938»
- Медаль «У пам'ять 22 березня 1939 року»
- Авіаційна планка розвідника
- Залізний хрест 2-го і 1-го класу
- Нагрудний знак підводника